# Wish You Were Here – Ich wollte, du wärst hier
Wish You Were Here – Ich wollte, du wärst hier ist eine britische Tragikomödie aus dem Jahre 1987 und das Regiedebüt des britischen Drehbuchautors David Leland. In den Hauptrollen sind Emily Lloyd und Tom Bell zu sehen.

## Handlung
Die 15-jährige Lynda Mansell lebt mit ihrem Vater Hubert und ihrer jüngeren Schwester Margaret in einer kleinen englischen Küstenstadt in den frühen 1950er Jahren. Ihr Vater hat jeglichen Bezug zu Lynda verloren und möchte sie am liebsten loswerden, was er immer wieder zum Ausdruck bringt, wenn er mit seinem Freund, dem Filmvorführer Eric, zusammen ist. Ihre Schwester nervt ständig damit, dass sie zur Armee will. Lynda ist frech und frühreif und schockt ihre Mitmenschen mit ihrer vulgären Sprache (beispielsweise stört sie mitten in der Nacht eine ältere Nachbarin mit dem Spruch „Hoch mit dem Arsch“). Zudem ist Lynda angeödet und gelangweilt von den konventionellen Jobs (Friseurin, Frittenverkäuferin, Kellnerin), aus denen sie ständig wegen ihres schockierenden Verhaltens rausfliegt. Auch von den jungen Männern im Ort ist sie eher gelangweilt. Brian, ein junger Mann, mit dem sie ins Kino geht, traut sich nicht, sie zu küssen. Anschließend lernt sie den jungen Busfahrer Dave kennen und verbringt ihre erste Nacht mit ihm. Dave macht sich aber aufgrund seines spießigen Verhaltens nur lächerlich und auch der Sex läuft nicht so, wie es sich Lynda vorgestellt hat. Am nächsten Morgen kommt dann auch noch der Onkel von Dave zu Besuch. Lynda muss sich unter dem Bett verstecken und der Hund von Daves Onkel findet das benutzte Kondom unterm Bett und nimmt es mit. Als Daves Onkel dies auf der Straße bemerkt, dreht er sich um und sieht, wie Lynda und Dave am Fenster stehen und über ihn lachen. Lynda wird zu einem Psychiater geschickt, den sie mit ihrer frechen und humorvollen Weise vorführt. Lyndas Leben ändert sich, als sie Eric, der etwa das Alter ihres Vaters hat, näher kennenlernt. Eric ist gleichzeitig fasziniert und angeekelt von ihr. Sie schlafen mehrmals miteinander und Lynda wird schwanger. Als ihr Vater dies mitbekommt, enteignet er sie. Verzweifelt versucht Lynda das Kind bei einem Scharlatan abtreiben zu lassen. Aber nach einem Gespräch mit ihrer Tante Millie besinnt sie sich und will das Kind behalten. Zum Schluss sieht man Lynda als glückliche erwachsene Frau und Mutter mit Kinderwagen und im Gegenschnitt die alte Lynda mit Fahrrad.

## Trivia
- Der Film basiert lose auf den Jugenderinnerungen der britischen Skandalbordellbesitzerin Cynthia Payne. Paynes Leben als erwachsene Frau wird in Terry Jones’ Film Personal Service thematisiert, zu dem David Leland ebenfalls das Drehbuch schrieb.
- Wish You Were Here hatte im Mai 1987 Weltpremiere. Die Dreharbeiten begannen im September 1986. Drehorte waren Worthing und Bognor Regis. Emily Lloyd wurde aus 800 Bewerberinnen für die Hauptrolle ausgewählt.[1]
- Der Film entstand unter dem Arbeitstitel Too Much, in manchen Unterlagen der BAFTA und des Cannes Film Festivals wird er auch noch so bezeichnet.[2]
- In der deutschen Synchronisation werden Emily Lloyd und Tom Bell von Maud Ackermann und Jürgen Kluckert gesprochen.

## Kritiken
- Ein in der Hauptrolle glaubhaft interpretierter Film, der zur Diskussion anregt. (Lexikon des internationalen Films)[3]
- Nirgends dringt Leland bis in das Innere seiner Personen vor, zu ihren Motiven und Absichten, und die Personen erklären sich auch nicht selbst. Hinweise auf ihre Befindlichkeit geben allein die Bilder.(epd Film)[4]
- Roger Ebert schrieb: "Wish You Were Here" is a comedy with an angry undertone, a story of a free-spirited girl who holds a grudge against a time when such girls were a threat to society, to the interlocking forces of sexism and convention that conspired to break their spirits.[5]

## Auszeichnungen und Nominierungen
- 1987: Evening Standard British Film Award Emily Lloyd in der Kategorie Beste Schauspielerin
- 1987: National Society of Film Critics Emily Lloyd in der Kategorie Beste Schauspielerin
- 1987: FIPRESCI Award Cannes Film Festival – David Leland
- 1987: Peter Sellers Award for Comedy (Evening Standard British Film Award) – Beste Komödie
- 1988: BAFTA Award David Leland in der Kategorie Bestes Drehbuch
- 1988: BAFTA-Nominierung Emily Lloyd in der Kategorie Beste Schauspielerin